# 没食子酸オクチル
没食子酸オクチル(もつしょくしさんオクチル、Octyl gallate)は、1-オクタノールと没食子酸のエステルである。食品添加物としてE番号311を持ち、抗酸化物質及び防腐剤として用いられる。

## 性質
没食子酸オクチルは白色粉末で、特徴的な匂いを持つ。水に非常にはわずかに溶け、アルコールには溶ける。ラードへの溶解度は1.1%である。鉄の存在下では黒っぽくなる。

## 利用
抗酸化物質として、石鹸、シャンプー、シェービングクリーム、ボディローション、デオドラントやマーガリン、ピーナッツバター等の化粧品、薬剤、食品等に用いられる。
ジブチルヒドロキシトルエンやブチルヒドロキシアニソールとともに用いることで相乗効果を発揮する。